# Ponte Macau - Ilha de Santana
A Ponte de Todos Nossa Senhora dos Navegantes, mais conhecida como Ponte Macau - Ilha de Santana, é, como o próprio nome diz, uma ponte que liga a sede do município de Macau ao seu bairro-ilha chamado Ilha de Santana, no interior do estado brasileiro do Rio Grande do Norte passando sobre o Rio Piranhas-Açu.
Inaugurada em 15 de novembro de 2009, a ponta conta com duas pistas para veículos e duas passarelas para pedestres, a nova ponte será construída em concreto e terá 330 metros de comprimento, sete metros de altura e 30 metros de largura no canal de navegação.
A construção de ponte visa substituir a à ponte de madeira destruída pelas enchentes de 2007.
Sua construção teve inicio em maio de 2008 e tem previsão de ser concluída e inaugurada em agosto de 2009.
A nova ponte reforçará o escoamento da produção salineira e de camarões do estado, além do seu papel social, que é ligar mais de mil famílias que vivem praticamente isoladas na ilha.